# 施瓦岑贝格广场

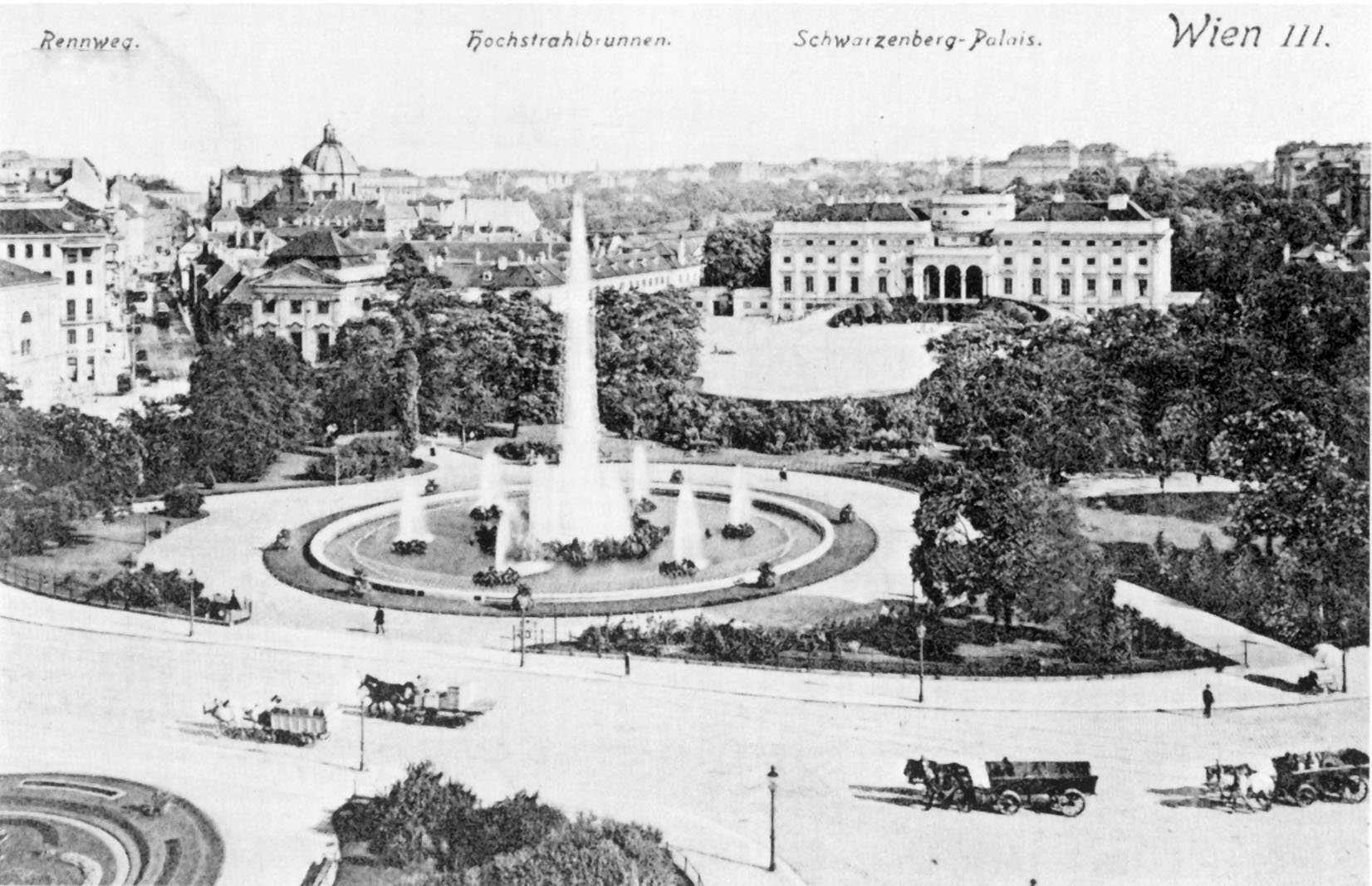
1905年的施瓦岑贝格广场和Hochstrahlbrunnen，背景为施瓦岑贝格宫

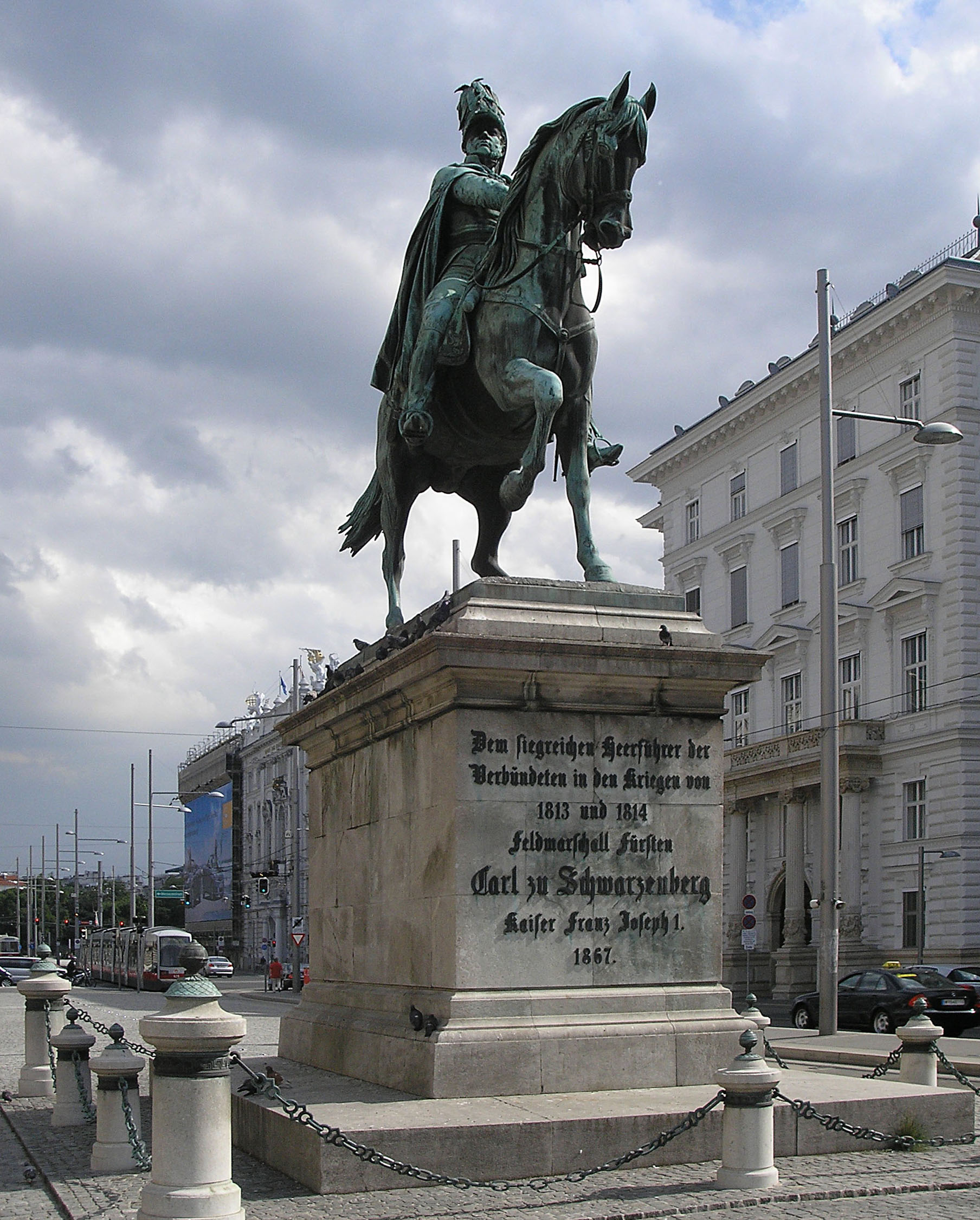
施瓦岑贝格纪念碑

施瓦岑贝格广场（Schwarzenbergplatz）是奥地利维也纳的一个广场。它实际上更像是一条街道，介于克恩滕戒指路（戒指路的一段）和Lothringerstraße之间。在戒指路以北，则为施瓦岑贝格大街。 
施瓦岑贝格广场向南经过美景宫的大型封闭式公园和施瓦岑贝格宫，变成Rennweg大街，向西变成施瓦岑贝格花园。广场上有拿破仑战争时期的奥地利陆军元帅卡尔一世·菲利普 (施瓦岑贝格)的大型骑马雕像。
48°11′55″N 16°22′34″E / 48.19861°N 16.37611°E

## 历史
直到19世纪中叶，今天的施瓦岑贝格广场的大部分地区仍为维也纳的城墙占据。1858-1863年拆除城墙后，在19世纪下半叶，这些地区用于兴建宏伟的建筑。
1861年，皇帝弗朗茨·约瑟夫一世下令修建施瓦岑贝格纪念碑，以纪念1813年莱比锡战役的指挥官卡尔一世·菲利普 (施瓦岑贝格)。骑马雕像由恩斯特 Hähnel完成于1867年10月。
弗朗茨·约瑟夫一世目睹了1873年10月23日在施瓦岑贝格宫前举行的维也纳第一山泉管道纪念仪式。
1945年8月，二战结束后不久，苏联红军在 Hochstahlbrunnen 喷泉后面建立了红军英雄纪念碑。直到1955年，苏联T-34坦克被放在那里。在占领期间，广场的南部于1946年4月12日改名为斯大林广场，直到1956年7月18日。当时斯大林广场4号的工业大楼（Haus der Industrie）是四个占领国盟军理事会的驻地，直到1955年。
2003年和2004年，施瓦岑贝格广场由西班牙建筑师阿尔弗雷多·阿里瓦斯重新设计，配备了下沉式发光元件，代表不同的灯光效果。在重建的过程中，一些绿色空间消失，以及更换从1904年以来的灯杆，都备受公众批评。
维也纳河和地铁U4线经过施瓦岑贝格广场下方。